# Palácio dos Campos Elíseos
O Palácio dos Campos Elíseos (antigo "Palacete Elias Chaves"), situado na Avenida Rio Branco, zona central de São Paulo, foi projetado pelo arquiteto alemão Matheus Häusler, iniciado em 1890 e finalizado em 1899 para ser a residência do cafeicultor e político Elias Antônio Pacheco e Chaves.
O imóvel, dividido em quatro pisos e 4.000 metros quadrados, foi inspirado no Castelo de Écouen, na França. Sua construção utilizou inovações tecnológicas trazidas da Europa e a maioria dos materiais que o compõem foram importados: espelhos de Veneza, maçanetas de porcelana de Sévres, terracotas da Itália, fechaduras e dobradiças dos Estados Unidos. O palacete foi denominado "Palácio dos Campos Elísios" em 1915, quando tornou-se a sede do Governo e a residência oficial do governador do Estado de São Paulo. Foi quando as grades que circundavam o prédio deram lugar a muros altos, que escondem o prédio dos pedestres.
Em 1967, devido a um incêndio ocorrido, tanto a sede do governo, como a residência do governador, transferiram-se para o Palácio dos Bandeirantes, no Morumbi. Desde então o palacete passou por restaurações. A restauração da parte externa teve início em março de 2008 e foi concluída em 2010. O palácio foi tombado no ano de 1977 pelo Conselho de Defesa do Patrimônio Histórico, Arqueológico, Artístico e Turístico (CONDEPHAAT).

## História

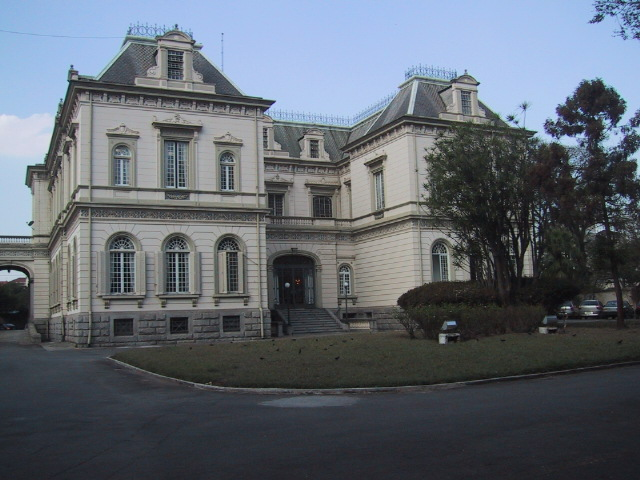
O edifício em 2003

No fim do século XIX, o cafeicultor Elias Antônio Pacheco e Chaves encomendou a construção de um Palacete para ser sua residência na então região dos Campos Elíseos, bairro que se tornava, na época, a fronteira da elite paulistana. O nome Campos Elíseos faz referência ao bairro parisiense Champs-Élysées. De 1890 a 1899, a construção do palacete foi projetada pelo mestre de obras e arquiteto Matheus Häusler, que também trabalhou na construção do Viaduto do Chá.

O Palácio dos Campos Elísios é um dos mais belos e luxuosos edifícios da cidade de São Paulo, oriundo da farta fortuna cafeeira do fim do século XIX.  

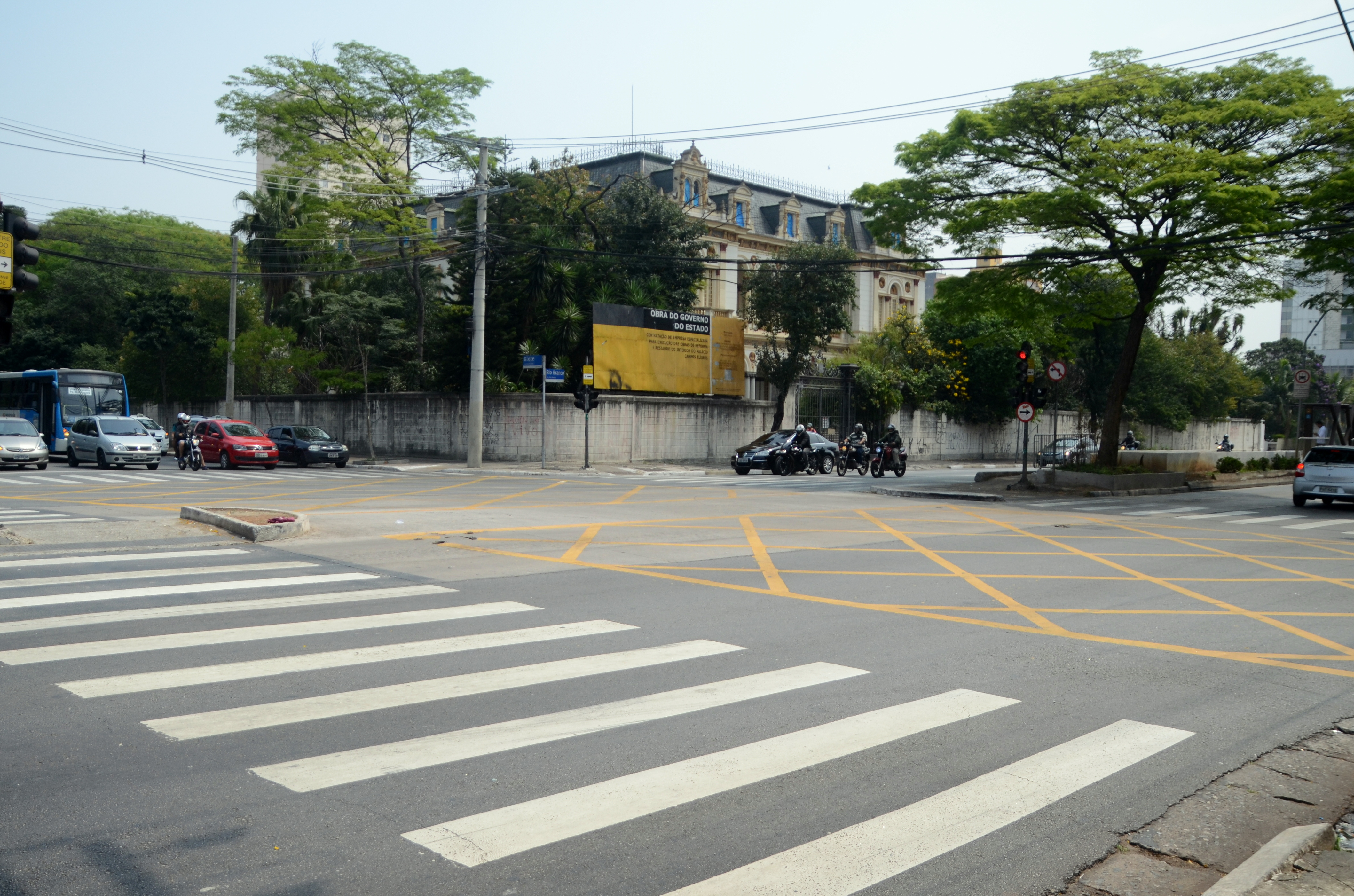
Cruzamento Alameda Glete e Avenida Rio Branco

Elias Pacheco Chaves foi um dos homens que mais ostentou o luxo na cidade de São Paulo. Em 1903, o cafeicultor faleceu e deixou o então palacete que levava seu nome com a viúva e os filhos, que residiram lá até 1911, ano em que foi vendido ao Estado. Assim que foi adquirido pelo Estado, a construção residência de Elias Chaves passou a ser chamado de Palácio dos Campos Elíseos. A partir de 1912, o Palácio começou a servir de residência para as figuras políticas do mais alto escalão. O primeiro a morar no local foi o Presidente-Conselheiro Rodrigues Alves. Até o ano de 1924, no governo de Carlos de Campos, todos os governadores do Estado residiram no Palácio. Na Revolução de 1924, os revolucionários ocuparam a residência do governo por cerca de vinte dias, o palácio sofreu inúmeros bombardeios, que se repetiram em 1932 na revolta contra o Estado Novo. Em 1930, a vitória do movimento desalojou o Júlio Prestes e Heitor Penteado, líderes do governo na época. 
Passaram pelo Palácio dos Campos Elíseos nomes como Washington Luis, Jânio Quadros e Ademar de Barros. A residência dos líderes políticos foi cenário principal de vários movimentos e momentos que marcaram a história da comunidade paulistana.  

### Decadência

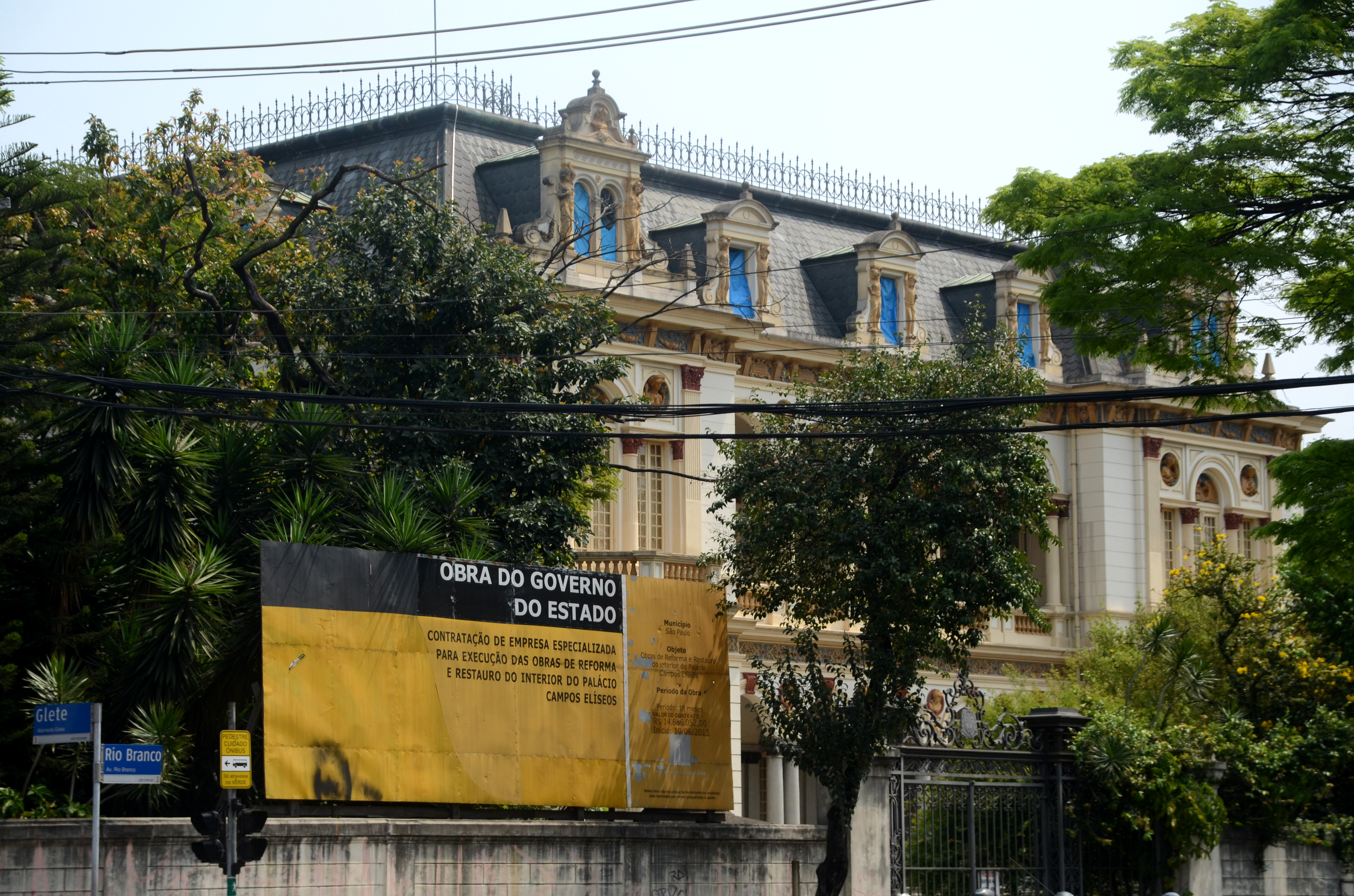
Palácio durante a reforma

Na década de 1960, a mudança da residência dos políticos para o Palácio dos Bandeirantes, no Morumbi, resultou no abandono do Palácio dos Campos Elíseos que passou a abrigar algumas secretarias estaduais. No mesmo período, o Governo especulava demolir a construção, mas órgãos como o Conselho de Defesa do Patrimônio Histórico e o Instituto Histórico e Geográfico Guarujá-Bertioga, solicitaram a preservação do Palácio. No entanto, um incêndio acidental no telhado da construção, em 1967, destruiu grande parte do que era o símbolo da política paulistana.
Depois do incêndio, algumas reformas foram feitas para reconstruir o palácio que, a partir de então, passou a ter pouca utilidade. Serviu por um tempo para abrigar secretarias do Estado de São Paulo. Na década de 1970, a construção foi tombada pelo Conselho de Defesa do Patrimônio Histórico, Arqueológico, Artístico e Turístico (CONDEPHAAT).

### Incêndio
No dia 17 de outubro de 1967 um incêndio atingiu o palácio, que ainda abrigava o então governador Abreu Sodré e a família. O fogo deu início no telhado, por volta das 19h40, durando 15 minutos, e destruiu grande parte da construção. O palácio estava no final de uma reforma que durou nove meses. Todos que estavam no prédio foram retirados sem ferimentos, o governador estava despachando no Palácio dos Bandeirantes. A então primeira-dama, Maria Sodré, ficou responsável por salvar algumas obras de arte que decoravam o palácio. Depois do incidente, houve algumas reformas para reconstrução de parte da construção destruída.

### Processo de restauração

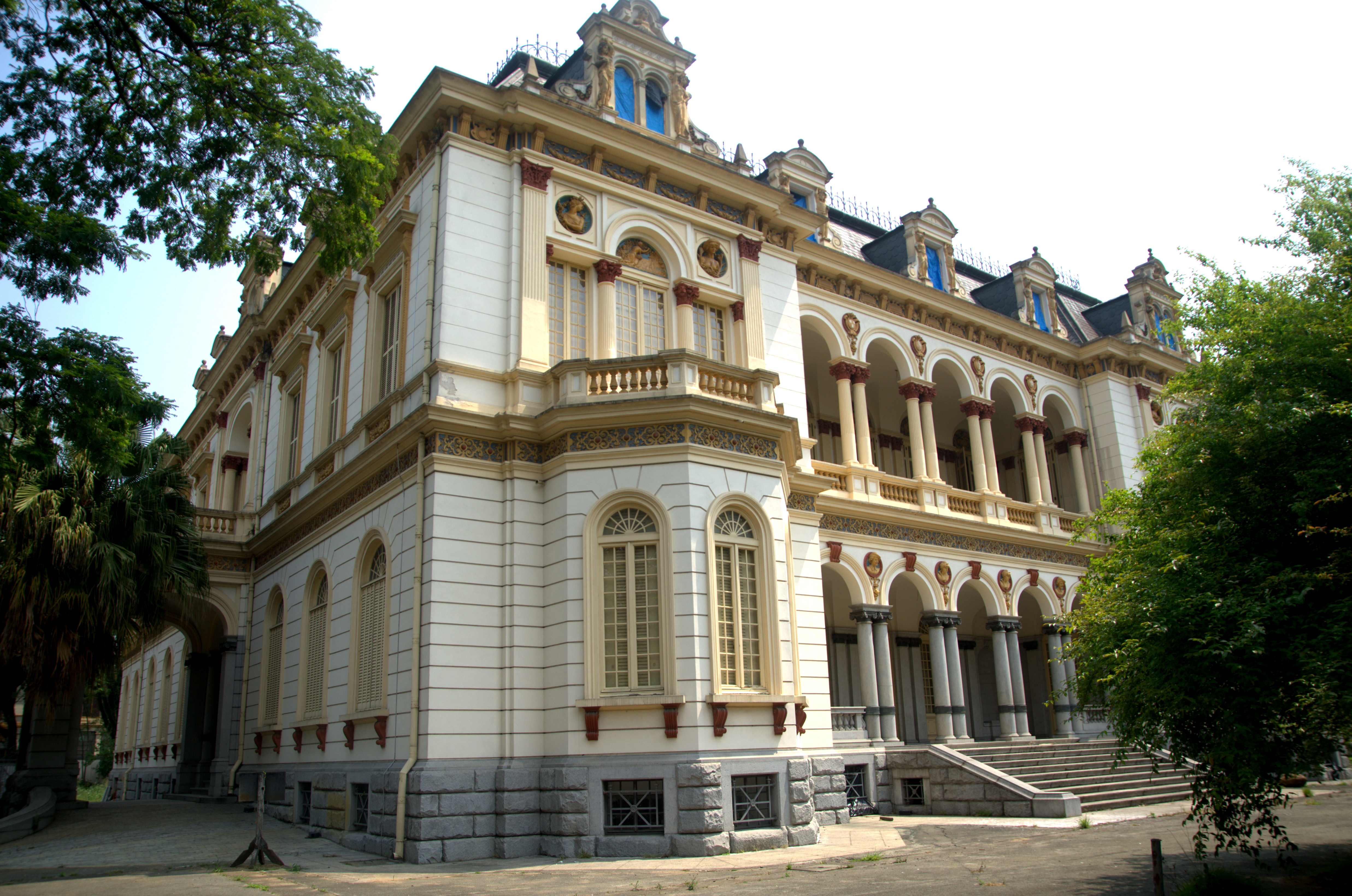
Detalhes da fachada atual da construção

No ano de 2004, o Governo do estado de São Paulo anunciou um projeto que restauraria o Palácio para que se tornasse um Centro Cultural contendo parte da história da cidade. No entanto, o projeto foi adiado por falta de verbas.
Em 2008, o governador José Serra anunciou que retomaria o projeto de restauração do Palácio dos Campos Elíseos, com a ideia de fazer uma extensão do Palácio dos Bandeirantes, mas mais uma vez nada foi concluído. A fachada foi reconstruída nesse período com um valor de custo avaliado em cerca de 3,65 milhões de reais.
Em 2013, teve início a obra de restauro pelo governo estadual com término previsto para 2015 e com a abertura do museu prevista para 2016, mas a obra foi concluída somente em 2017. Assim, o palácio passou por obras de recuperação, requalificação e restauro e os investimentos alcançaram 20 milhões. Além disso, de acordo com exigências legais, o espaço recebeu adequações relativas à acessibilidade e segurança.
Hoje sua arquitetura renascentista se esconde atrás dos portões e muros de 2 metros de altura na região da Cracolândia, ao lado do terminal de ônibus Princesa Isabel. Acredita-se que com a conclusão do Projeto de Restauração do Palácio Campos Elíseos, além de passar a ser um museu cultural onde contará sua própria história, este também servirá para contribuir para a revitalização da região.

### Centro Nacional de Referência em Empreendedorismo, Tecnologia e Economia Criativa - SEBRAE-SP
A partir de julho de 2017, o governo estadual permitiu o uso gratuito do imóvel, por 5 anos, pelo Serviço de Apoio às Micro e Pequenas Empresas de São Paulo - SEBRAE-SP, para a instalação do Centro Nacional de Referência em Empreendedorismo, Tecnologia e Economia Criativa. De acordo com o Decreto Estadual 62.699, de 14 de julho de 2017, em contrapartida, o SEBRAE-SP deverá oferecer gratuidade para para visitas a exposições com temas sobre o empreendedorismo, tecnologia e economia criativa, e também para visitas de professores e estudantes da rede pública de ensino; manter cursos de formação e capacitação em educação empreendedora para docentes da rede pública; oferecer espaço de "coworking" e de capacitação para projetos voltados à economia criativa e criar um espaço de memória do Palácio e da região.
Em 03 de abril de 2018, o Centro Nacional de Referência em Empreendedorismo, Tecnologia e Economia Criativa foi inaugurado e as primeiras atividades ocuparão o primeiro andar do prédio: um espaço de coworking, uma aceleradora de startups (com 11 empresas paulistas selecionadas: Wall, E-shows, Giro Vantagens, Joga, Baruk, Emagreça Sem Dieta, HAPPMOBI, Kill-Q, Let´s Work, SYNCO, TEAM Fix), salas de reuniões, duas salas para capacitações e a área administrativa do SEBRAE-SP.
Na segunda fase do Projeto, haverá a instalação do Espaço Memória para exposições temporárias com temas estratégicos sobre o Centro, a história do empreendedorismo, da economia paulista, da região central de São Paulo e do próprio Palácio Campos Elíseos.

### Criação e inauguração do Museu das Favelas
Após alguns anos de pesquisa e propostas para a criação de um novo museu cultural dentro dos espaços do palácio, O Museu das Favelas foi oficialmente inaugurado no dia 20 de novembro de 2022, no contexto de um movimento mais amplo de democratização dos espaços culturais e de preservação das memórias de populações historicamente marginalizadas. A escolha do Palácio como sede do Museu tem um simbolismo importante: trata-se de transformar um antigo espaço aristocrático em um local dedicado a contar as histórias das periferias e comunidades de favela, marcando um novo uso social para o edifício.
O Museu promove exposições, debates, oficinas e atividades educacionais que envolvem diretamente os moradores de favelas, abordando questões como racismo, resistência cultural e desigualdade social. Além disso, busca ser um espaço de construção de políticas públicas de cultura voltadas para as favelas e periferias.
Essa transformação do Palácio dos Campos Elíseos em sede do Museu das Favelas reflete um novo olhar sobre o patrimônio histórico e cultural, onde diferentes narrativas, inclusive as das populações menos favorecidas, são reconhecidas como parte fundamental da história de São Paulo e do Brasil.

## Características

### Arquitetura

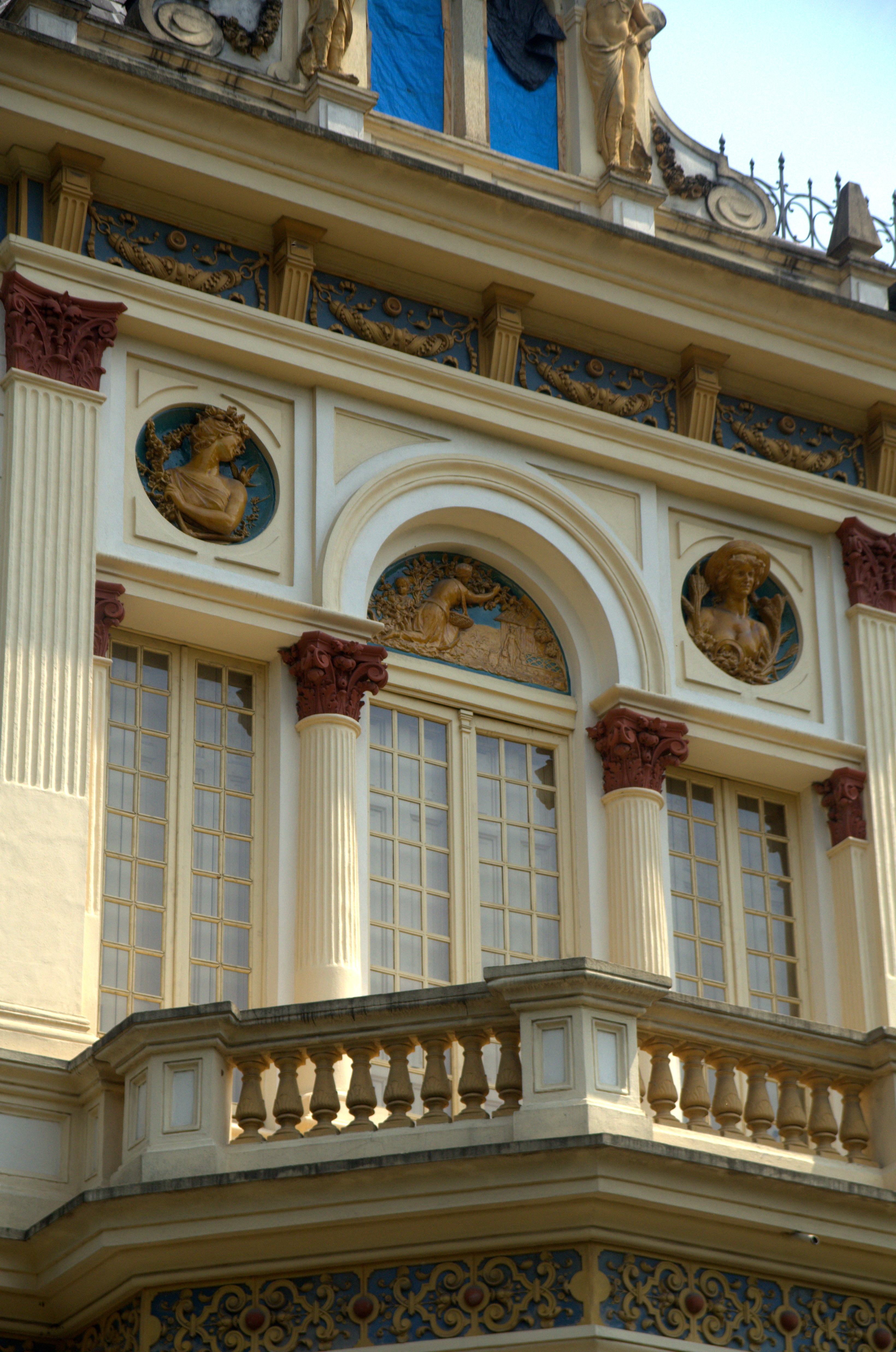
Detalhes da arquitetura externa

Projeto do arquiteto alemão Matheus Häusler, a construção de 4.000 metros quadrados foi inspirada na arquitetura do Castelo d'Écouen, na França e decorada pelo italiano Cláudio Rossi. Dividido em quatro andares, o edifício era composto por um porão, térreo, o primeiro andar e por fim, um sótão. O Palácio foi construído sob uma nova arquitetura de paredes, feitas de tijolos. Madeira também foi um material bastante usado nos telhados e nas escadas no interior do Palácio. Grande parte dos materiais para a obra foi importada de regiões da Europa como Itália e França e também dos Estados Unidos. Cristais de Veneza, porcelana de Sèvres e ferragens em bronze dos Estados Unidos são alguns dos materiais importados. Foram usadas, também, marcenaria e serralheria brasileiras.
A construção possuía muitos espelhos venezianos,imponentes lustres de Baccarat e maçanetas de porcelana, materiais estes, importados também de vários países da Europa e dos Estados Unidos.

### Significado histórico-cultural
O Palácio dos Campos Elíseos foi protagonista de momentos importantes para história paulistana e brasileira como a Revolução de 1924 e a de 1932, passou pelo inconstante período político da Era Vargas e Estado Novo, além de acomodar de 1912 até a década de 1960, as figuras políticas mais importantes da cidade de São Paulo. Em 1970, foi dado início aos pedidos e processo de tombamento da construção, que havia acabado de ter parte destruída por um incêndio. Em janeiro de 1970, uma carta da Secretária de Cultura, Esportes e Turismo solicitava ao Conselho de Defesa do Patrimônio Histórico, Arqueológico, Artístico e Turístico (CONDEPHAAT) o tombamento do Palácio dos Campos Elíseos.

#### Tombamento
Na ocasião, um acordo com a Secretaria Executiva deveria ser estabelecido, uma vez que havia uma comissão estudando o destino do Palácio que estava em processo de restauração. O CONDEPHAAT intermediou cartas com Secretários Executivos nas quais o órgão alegava ser desnecessário aguardar até o término dos estudos já que era concreto que o palácio ficaria por abrigar algumas secretarias. Em 1973, em negociação com o CONDEPHAAT, o Conselho Deliberativo decidiu por aguardar os resultados dos estudos feitos pelo Grupo Executivo de Cultura (GEOCEC). Em 6 de dezembro de 1976, foi concluído que o Palácio seria legalmente tombado como monumento histórico e arquitetônico. O Conselho Deliberativo decidiu, em ata, nos termos do consenso do Colegiado, pelo tombamento do Palácio dos Campos Elísios como tombamento que foi concluído no início de 1977.

GALERIA
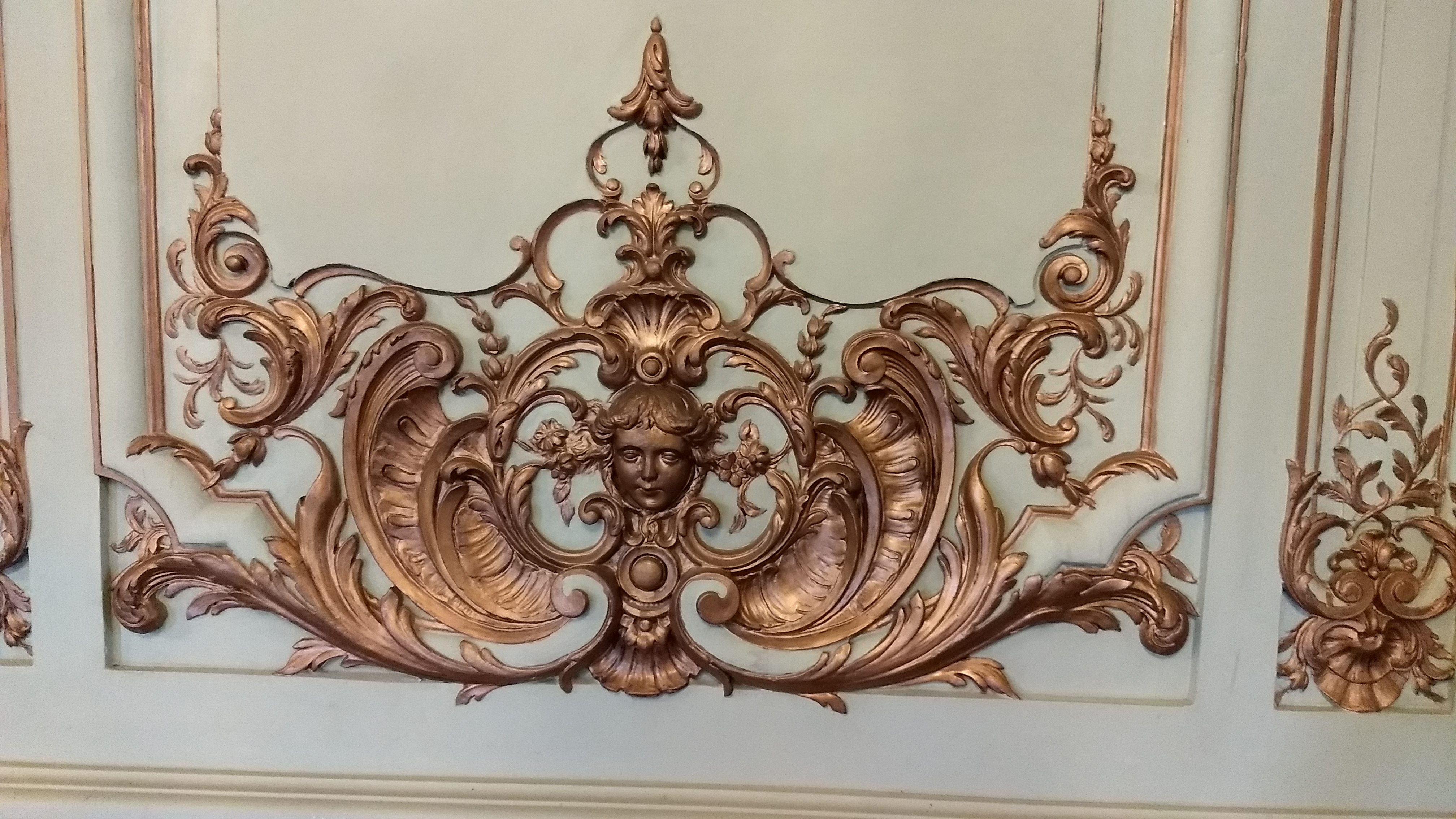
Detalhe em parede de sala do térreo
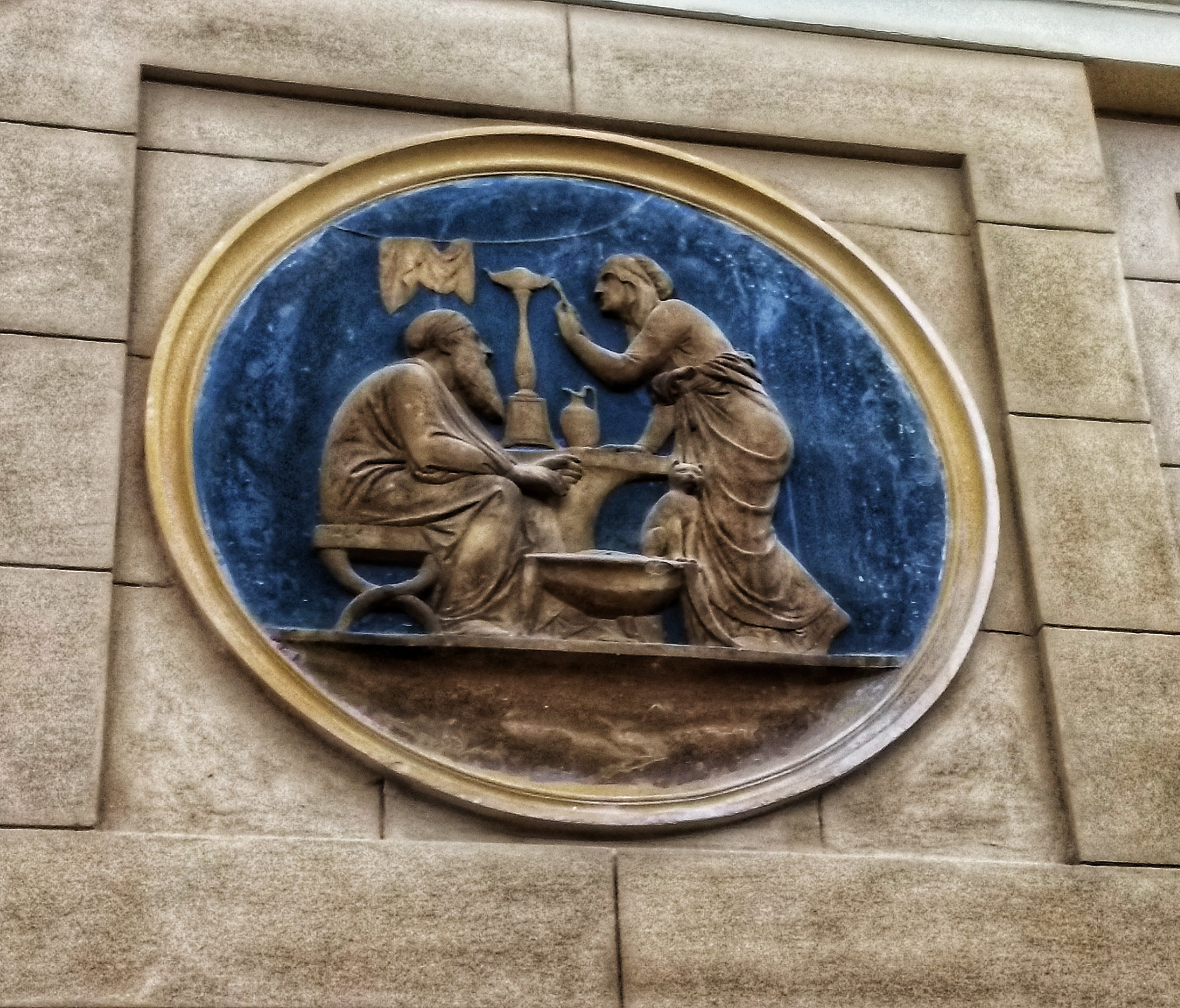
Parede no térreo
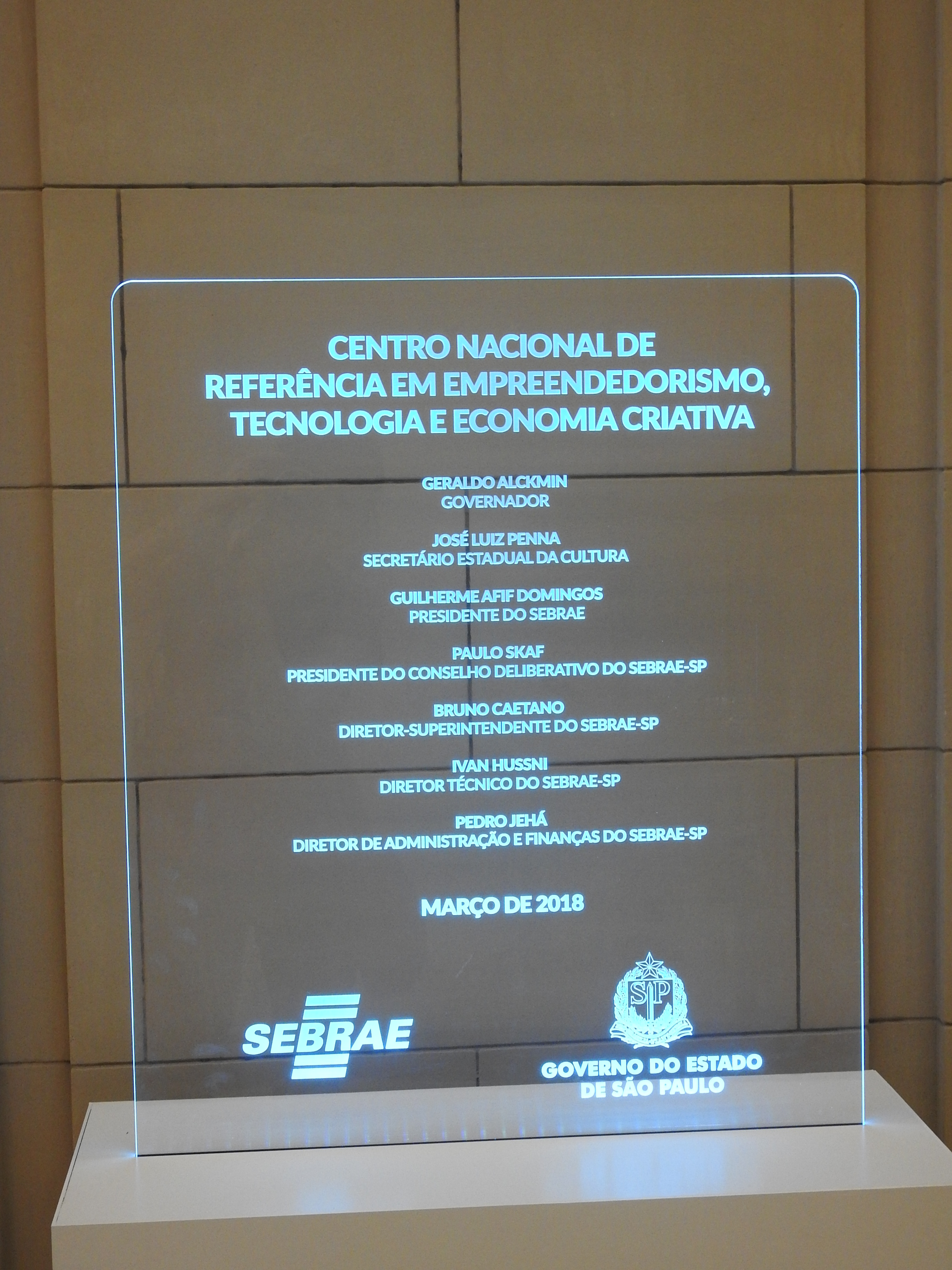
Placa de inauguração do Centro Nacional de Referência em Empreendedorismo, Tecnologia e Economia Criativa - SEBRAE-SP
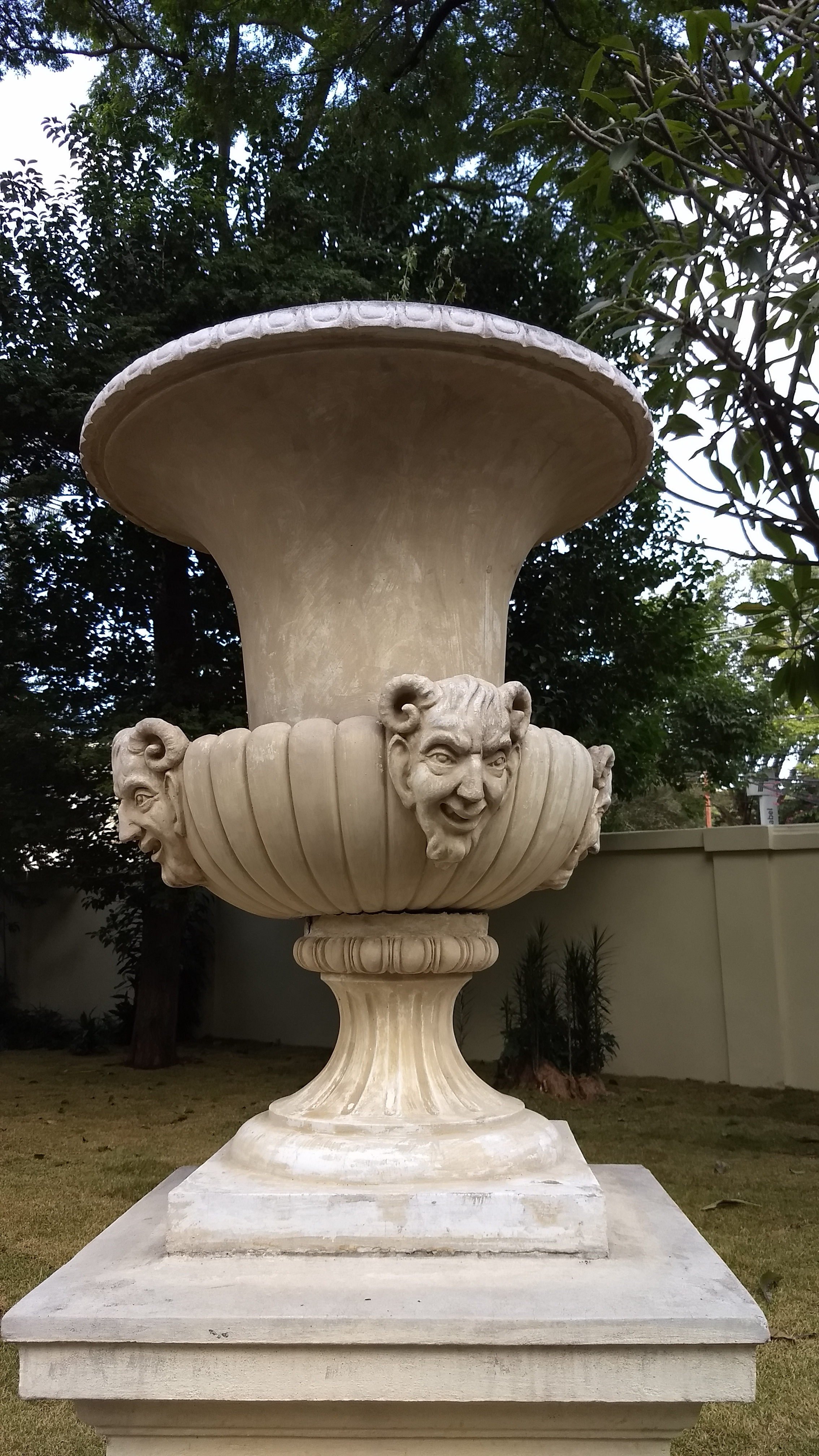
Jardim do Palácio
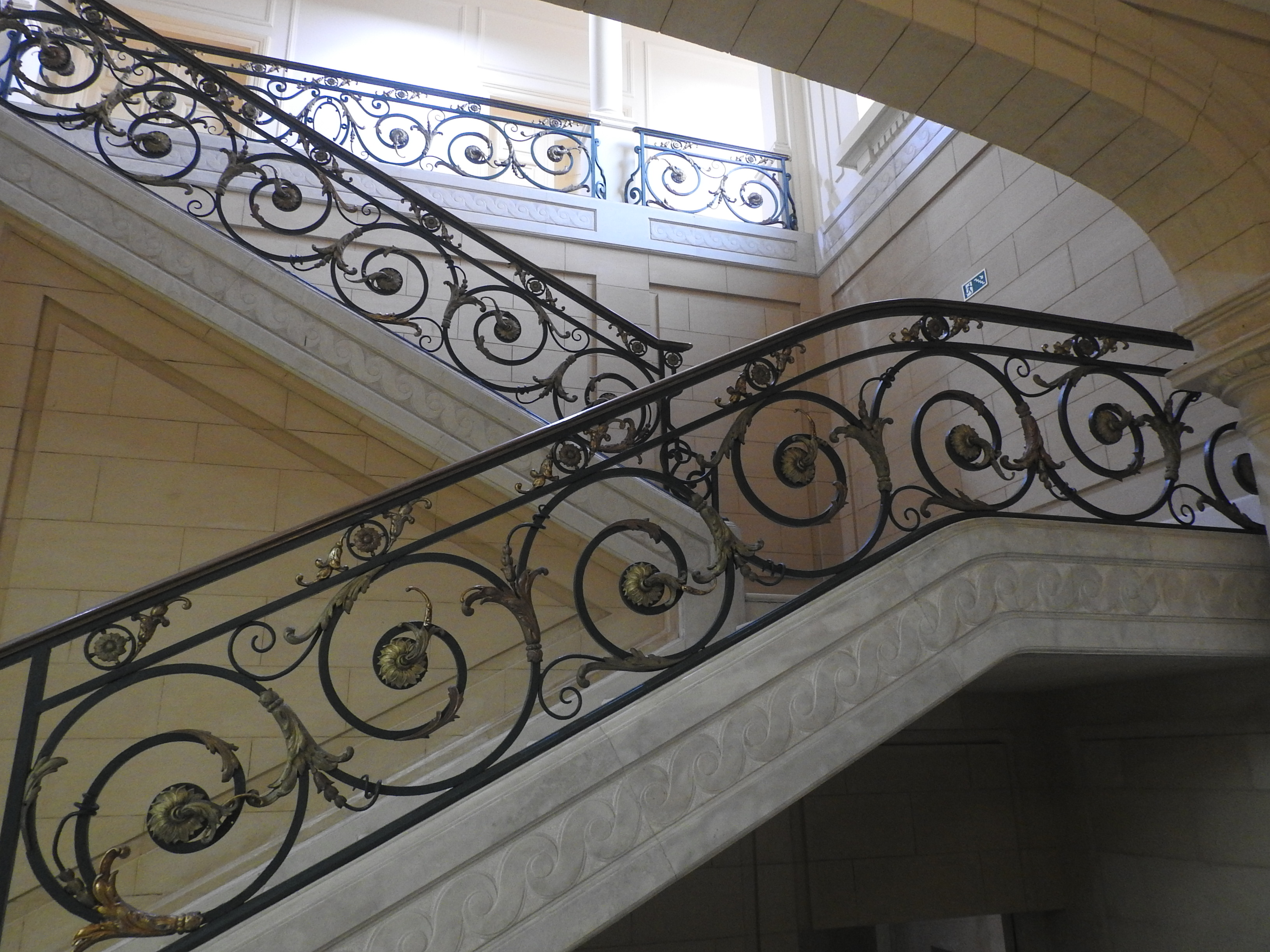
Escada que leva ao 1º andar
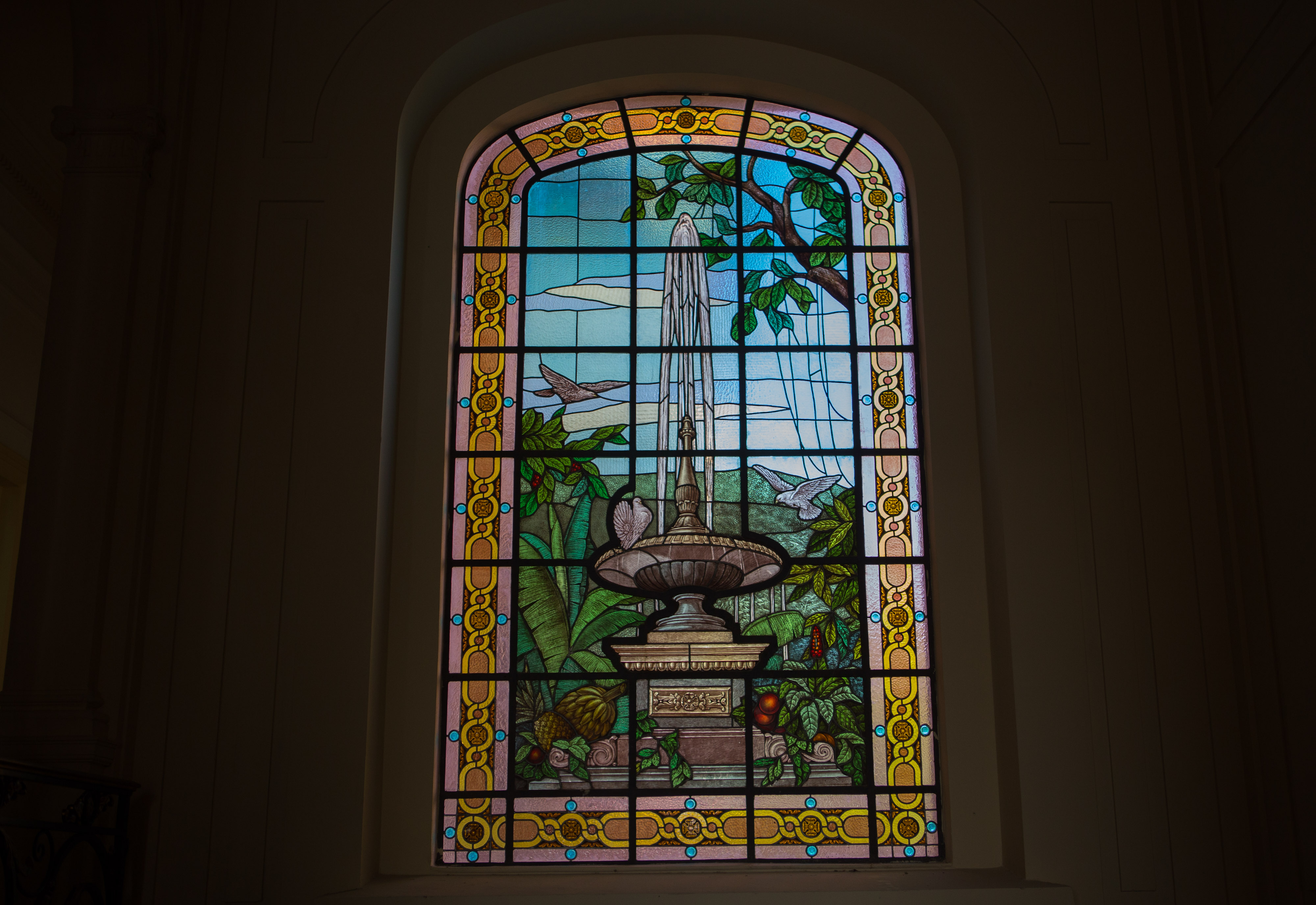
Vitral